# Храмы Новочеркасска
Храмы Новочеркасска — культовые сооружения в городе Новочеркасске Ростовской области.

## История
История Новочеркасска тесно связана с Русской православной церковью и её культовыми сооружениями. Проект города, разработанный генерал-лейтенантом Ф. П. Деволаном, предусматривал создание шести городских площадей с православными храмами.
18 мая 1805 года в церковный праздник Вознесение Господне был заложен сам город Новочеркасск и освящена первая деревянная часовня-храм, с которой началась история Вознесенского собора и духовная жизнь в новой столице Донского казачества. В этот же день было освящено место под Александро-Невскую церковь. Уже к 1814 году из запланированных Деволаном были построены, первоначально деревянными, все шесть храмов.
5 апреля 1829 года на Дону была учреждена самостоятельная второклассная Донская епархия с местопребыванием Донских архиереев в городе Новочеркасске, вследствие чего город получил статус епархиального. Поэтому рядом с деревянным Вознесенским собором был построен Дом архиепископа (ныне здание Дома офицеров), а за ним — здание Донской духовной консистории с епархиальным складом. В этом же 1829 году в городе на Никольской площади (ныне площадь Левски) была построена первая каменная церковь — Николаевская (также называлась Никольская или Николая Чудотворца, не сохранилась). Интересно, что в Новочеркасске в 300 метрах друг от друга находились две Николаевские церкви: одна — православная, указанная выше, другая — старообрядческая у Александровского сада.
Также в Новочеркасске до Октябрьской революции было построено 17 домовых церквей и более 10 православных часовен, большинство из которых до настоящего времени не уцелело.
Домовые церкви:
1. Симеоновская церковь при Атаманском дворце.
2. Крестовая церковь при Архиерейском доме.
В 1829 году в Новочеркасске была открыта самостоятельная второклассная Донская епархия. Город стал епархиальным с месторасположением в нём Донского архиерея, для которого в 1830 году у протопопа Мерхалева был куплен деревянный дом на каменном фундаменте. В этом же году к нему была пристроена деревянная крестовая церковь Во имя Казанской иконы Божией Матери. После сооружения на Соборной площади кирпичного двухэтажного Архиерейского дома (было закончено в 1834 году, по другим данным в 1837 году), в его здании на втором этаже была устроена и освящена крестовая церковь Во имя Казанской иконы Божией Матери с приделом с правой стороны Во имя Преображения Господня. Освящал эти домовые церкви архиепископ Новочеркасский и Георгиевский Афанасий.
3. Церковь Во имя всех святых при Донском архиерейском загородном доме.
8 сентября 1874 года была освящена церковь Во имя всех святых, построенная при Донском архиерейском загородном доме (даче). Эту территорию в конце 1860-х годов И. М. Платов, сын Донского атамана Матвея Ивановича Платова, подарил новому архиепископу Донскому и Новочеркасскому Платону. Здесь архиепископ решил устроить место для лиц, посвятивших свою жизнь во славу Божию, и с этой целью на территории дачи и был устроен храм Во имя всех святых. Он был каменный, двухэтажный, имел небольшую колокольню и считался домовой церковью.
4. Кирилло-Мефодиевская церковь при Новочеркасской мужской гимназии.
В 1876 году Новочеркасская мужская гимназия получила в своё распоряжение двухэтажное здание на Ермаковском проспекте, где наряду с учебными классами и кабинетами имелось помещение для домовой (гимназической) церкви. Однако законоучителю гимназии протоиерею Иоакиму Фесенкову не понравилось помещение церкви, не отвечающее, по его мнению, каноническим требованиям Русской православной церкви. Его поддержал архиепископ Донской и Новочеркасский Платон. Тогда по указанию Войскового наказного атамана Н. А. Краснокутского донскому архитектору Фомину было поручено перепланировать помещение церкви. Работы по устройству помещения начались летом 1882 года, а 12 декабря этого же года состоялось торжественное освящение гимназической церкви Во имя святых первоучителей Кирилла и Мефодия, проведенное уже архиепископом Донским и Новочеркасским Макарием. В 1913 году гимназия получила наименование «Новочеркасская имени атамана графа М. И. Платова гимназия». В советское время она стала средней школой № 3, существующей по настоящее время. Принято решение о восстановлении здесь домовой церкви.[3]
5. Церковь Во имя Иоанна Богослова в Донской духовной семинарии.
1 октября 1868 в Новочеркасске в арендованном частном доме была открыта Донская духовная семинария, которая в 1883 году получила на Платовском проспекте двухэтажное кирпичное здание, построенные по проекту архитектора А. А. Ященко. В этом же году на втором этаже семинарии была освящена семинарская церковь Во имя Иоанна Богослова.
6. Николаевская церковь в Донском Александра III кадетском корпусе.
15 февраля 1883 года в Новочеркасске был учрежден Донской кадетский корпус, получивший имя Александра III. 30 августа этого же года состоялось торжественное открытие кадетского корпуса в помещениях частных арендованных домов. 6 мая 1885 года состоялась закладка комплекса собственных зданий, и в августе 1886 года основное трехэтажное здание кадетского корпуса было закончено. В этом же году при протоиерее Ляборинском была освящена корпусная церковь Во имя Святителя Николая, построенная по проекту московского архитектора А. С. Каминского. Домовая церковь прослужила кадетам до 1920 года, когда с установлением на Дону советской власти в здании кадетского корпуса был устроен военный госпиталь, а затем здесь проводились различные военно-хозяйственные курсы. Позднее сюда были переведены кавалерийские курсы усовершенствования командного состава, а потом здание заняла танковая часть.
7. Церковь Во имя великомученицы Варвары в Мариинской женской гимназии.
В августе 1860 года в частном доме открылось девичье училище 1-го разряда, а в августе 1867 года на его основе была создана Мариинская Донская женская гимназия. В 1883 году гимназия получила в свое распоряжение трехэтажное каменное здание на Атаманской улице, построенного по проекту архитектора А. А. Ященко. В нём на втором этаже была сооружена и освящена в 1889 году домовая церковь Во имя Святой великомученицы Варвары. В советское время здесь организовали кино-концертный зал для учебных заведений, которые располагались в данном здании — педагогический институт, Высшая коммунистическая сельскохозяйственная школа, сельхозтехникум, техникум-совхоз «Октябрьский».
8. Церковь Святой Марии Магдалины в Донском Мариинском институте благородных девиц.
В 1891 году Донской Мариинский институт благородных девиц, существовавший в Новочеркасске с 1853 года, получил в свое распоряжение трехэтажное каменное здание на Почтовой улице (ныне Пушкинской). На его третьем этаже, над центральным входом, была устроена институтская церковь Во имя Святой Марии Магдалины, которая была освящена в этом же, 1891 году. В советское время, с 1920 года, церковь была закрыта и на её месте был устроен военный госпиталь, так как шла Гражданская война. Позднее здесь расположился Донской институт сельского хозяйства и мелиорации, его сменил Новочеркасский инженерно-мелиоративный институт, который после распада СССР был реорганизован в Новочеркасскую государственную мелиоративную академию. В помещении бывшей домовой церкви в настоящее время находится просторная учебная аудитория для дипломного проектирования.
9. Церковь Во имя великомученика Иоанна-воина при городском тюремном замке.
История Новочеркасского тюремного замка (не следует путать с нынешней Новочеркасской тюрьмой) началась сразу с основанием города. В 1813 году в деревянном остроге, расположенном в начале нынешней улицы Кавказской, у самого железнодорожного полотна, была освящена острожная церковь Во имя великомученика Иоанна-воина. А в 1891 году при тюремном замке была построена и освящена каменная церковь Во имя великомученика Иоанна-воина. В советское время церковь вместе с острогом были ликвидированы. В настоящее время на территории бывшего тюремного замка находится промышленная площадка завода им. Никольского.
10. Церковь Пречистой Божией Матери в Епархиальном женском училище.
В 1889 году начало свою работу Епархиальное женское училище. В 1894 году оно получило собственное трехэтажное каменное здание с общежитием на Платовском проспекте. В этом же году в здании училища была освящена училищная церковь Во имя Пречистой Божией Матери. Была закрыта в годы советской власти — в 1920 году здесь разместились Пензенские кавалерийские курсы. Позднее здесь учились студенты Зооветинститута и Инженерно-мелиоративного института (ныне — Мелиоративной академии).
11. Петро-Павловская лагерная церковь Донского Александра III кадетского корпуса.
В 1886 году Донскому кадетскому корпусу для полевых (лагерных) занятий было выделено 54 десятины земли (около 60 гектаров) за чертой города в хуторе Персиановском (ныне посёлок). Здесь на средства торгового казака[4] И. С. Кошкина была устроена лагерная деревянная церковь Во имя святых Апостолов Петра и Павла, которую освятили в 1897 году. Прослужила церковь до первых лет советской власти, после чего была разобрана.
12. Церковь Святого Архистратига Михаила в Новочеркасском казачьем юнкерском училище.
Созданное в 1869 году Новочеркасское казачье юнкерское училище не имело собственной училищной (домовой) церкви. Закладка помещения под церковь состоялась 9 мая 1898 года. Церковь строилась в виде одноэтажного кирпичного пристроя к зданию юнкерского училища на Платовском проспекте. 24 сентября этого же года училищная церковь была освящена преосвященным Иоанном, епископом Аксайским, викарием Донской епархии. В церкви были установлены две мраморные памятные доски, на которых были указаны: погибший в Русско-турецкую войну 1877—1878 годов и умерший от ран, полученных в Русско-японскую войну, выпускники училища; а также фамилии выпускников, погибших во время революционных событий 1905—1907 годов.
13. Николаевская церковь в Атаманском техническом училище.
В 1888 году в Новочеркасске на Михайловской улице в кирпичном трехэтажном здании было открыто Атаманское техническое училище. 30 апреля 1901 года состоялось освящение училищной церкви Во имя Святителя Христова и чудотворца Николая, которое совершил архиепископ Донской и Новочеркасский Афанасий. В торжественной службе принимал участие архиерейский хор под управлением регента — священника Михаила Ерхана, присутствовал Войсковой наказной атаман К. К. Максимович с супругой, преподавательский состав училища. В советское время домовая церковь была закрыта, и в 1920—1922 годах на её месте действовал Практический институт. Позднее в здании бывшего Атаманского училища работали — городское ремесленное училище, Горный техникум, Химико-технологический техникум, который был преобразован в существующий в настоящее время Машиностроительный колледж.
14. Свято-Духовская церковь в здании местной казачьей команды.
В 1853 году Новочеркасске было открыто первое в городе среднее специальное учебное заведение — Мариинский институт благородных девиц, для которого позже было построено двухэтажное каменное здание на тогдашней Институтской площади (ныне площадь Павлова). В 1891 году институт перешёл в построенное специально для него трехэтажное каменное здание на улице Почтовой (ныне улица Пушкинская), а оставленное на Институтской площади здание было передано в ведение местной казачьей команды. Бывшая в этом здании домовая церковь Святой Марии Магдалины в начале XX века была освящена Во имя Святого Духа (в новом здании Мариинского института была освящена домовая церковь с прежним именем — Святой Марии Магдалины). В советское время церковь была закрыта. В настоящее время в этом здании находится госпиталь МВД.
15. Покровская церковь в Новочеркасском духовном училище.
31 августа 1902 года на Ермаковском спуске было окончено строительство нового двухэтажного корпуса Новочеркасского духовного училища, на втором этаже которого была создана училищная домовая) церковь Во имя Покрова Божией Матери. Освятил Покровскую церковь 22 сентября 1902 года архиепископ Донской и Новочеркасский Афанасий. Домовая училищная церковь была закрыта в советское время, а на её месте расположилась трудовая колония для малолетних беспризорных детей. После войны в здании училища располагалось заводоуправление Новочеркасского станкостроительного завода; в настоящее время здесь расположен офис банка «Центр-Инвест».
16. Домовая церковь при Акцизном управлении.
До 1905 года существовала домовая церкви без названия в Акцизном управлении (занималось сбором акцизных налогов с винно-водочных изделий. С упразднением Акцизного управления была ликвидирована и домовая церковь.
17. Александровская церковь при Реальном училище.
При Новочеркасском Александровском реальном училище (в настоящее время средняя школа № 1) в июне 1914 года, с благословения архиепископа Донского и Новочеркасского Владимира, было начато устройство домовой церкви В честь Святого благоверного Великого Князя Александра Невского. Средства на её создание выделил Почетный попечитель училища генерал-майор П. П. Рыковсков. Проектировал училищный домовой городской архитектор В. А. Властов. Церковь была построена и освящена в октябре 1914 года. В советское время училище перешло средней школе им. Максима Горького. В годы Великой Отечественной войны здесь располагался военный госпиталь, а после её окончания в здание вернулась 1-я средняя школа, которая существует по настоящее время.

Часовни:
1. Часовня на Соборной площади над фамильным склепом семьи М. И. Платова с памятником работы скульптора Мартоса. Была построена в 1840-х годах, не сохранилась.
2. Ну углу Атаманской улицы и Платовского проспекта в 1881 году была построена и освящена часовня Во имя Святого князя Александра Невского (не сохранилась).[5]

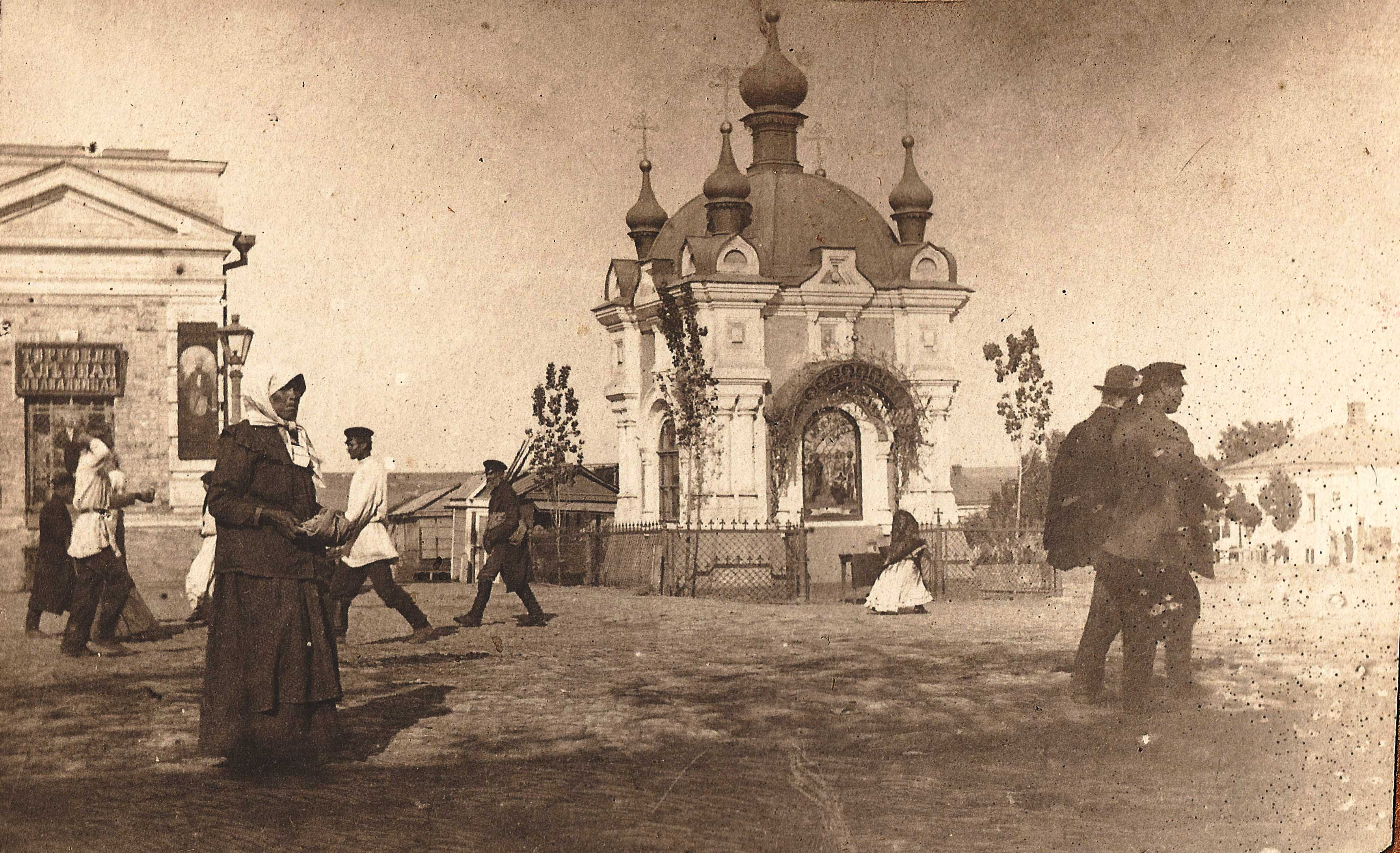
Часовня на Азовском рынке

1. В 1889 году извозчиками на площади Старого базара (ныне Азовского рынка), была устроена часовня в честь чудесного избавления царской семьи при крушении царского поезда на станции Борки 17 октября 1888 года (не сохранилась).[6][7]
2. В 1892 году на Платовском проспекте, напротив здания почтамтской конторы, на территории Александровского сада была сооружена часовня, посвященная памяти трагически погибшего императора Александра II.
3. Часовня на Ермаковском проспекте рядом с бывшим казачьим юнкерским училищем.
4. Часовня на Троицком базаре (ныне Сенной рынок).
5. Часовня на старом городском кладбище в память о погибших в Первой мировой войне.
6. Часовня на городском кладбище на Хотунке.
7. Часовня на Трехкрестовом лугу.
8. Часовня на Ратной улице при городском морге больницы «Общества Донских врачей».

После распада СССР в городе началось строительство новых церквей и часовен.

## Список культовых сооружений

### Православные
| Название                                                              | Строительство                                           | Архитектор (строитель)                               | Состояние     |
| --------------------------------------------------------------------- | ------------------------------------------------------- | ---------------------------------------------------- | ------------- |
| Вознесенский собор                                                    | 1811—1904 (деревянный, затем каменный)                  | Луиджи Руска, Иван Вальпреде; Александр Ященко       | Действующий   |
| Церковь Александра Невского                                           | 1805—1810 (деревянная), 1891—1896 (каменная)            | Лавопиер, Николай Анохин                             | Действующая   |
| Храм Константина и Елены                                              | 1864 (деревянный, вместо часовни), 1906—1909 (каменный) | Василий Куликов                                      | Действующий   |
| Церковь Михаила Архангела                                             | 1813 (деревянная), 1863—1869 (каменная)                 | Яков Седов                                           | Действующая   |
| Свято-Георгиевский храм                                               | 1897—1898 (каменный)                                    | Василий Куликов                                      | Действующий   |
| Храм Донской иконы Божьей Матери                                      | ?—1903 (каменный, был разрушен), 1992—2013 (каменный)   | Сергей Болдырев; Е. В. Пантелеймонов и А. А. Тумасов | Действующий   |
| Свято-Димитриевский храм                                              | 1810 (деревянный), 1857—1859 (каменный)                 | Иван Вальпреде                                       | Действующий   |
| Храм Донской иконы Божьей Матери                                      | Не построен (находится во временном помещении)          |                                                      | Действующий   |
| Храм Иоанна Златоуста                                                 | (каменный)                                              |                                                      | Действующий   |
| Храм Сергия Радонежского                                              | 1999—2001 (каменный)                                    | Борис Райченков                                      | Действующий   |
| Церковь Симеона Персидского (домовая при Атаманском дворце)           | 1867—1869 (каменная)                                    | Иван Вальпреде                                       | Действующая   |
| Церковь Казанской иконы Божией Матери (домовая при Архиерейском доме) | 1834—1837 (каменная)                                    |                                                      | Недействующая |
| Часовня Святой великомученицы Татьяны                                 | 2008 (каменная)                                         | А. А. Тумасов                                        | Действующая   |
| Часовня мученика Уара                                                 | 2007—2010 (каменная)                                    |                                                      | Действующая   |
| Часовня Успения Пресвятой Богородицы                                  | 2015 (каменная)                                         |                                                      | Действующая   |
| Николаевская церковь                                                  | 1810—1812 (деревянная), 1821—1829 (каменная)            | инженер-подполковник Ефимов, архитектор Амвросимов   | Разрушена     |
| Церковь Покрова Пресвятой Богородицы                                  | 1908—? (каменная)                                       |                                                      | Разрушена     |
| Троицкая церковь                                                      | ?—1810 (деревянная), 1850—1859 (каменная)               | строитель неизвестен, архитектор Фомин               | Разрушена     |
| Скорбященская церковь                                                 | 1891—1893 (каменная)                                    | Александр Каминский                                  | Разрушена     |
| Церковь Успения Пресвятой Богородицы                                  | 1886—1889 (деревянная)                                  | Карл Кюнцель                                         | Разрушена     |

### Другие
| Название                                | Строительство        | Архитектор (строитель) | Состояние   |
| --------------------------------------- | -------------------- | ---------------------- | ----------- |
| Храм Успения Пресвятой Девы Марии       | 1902—1906 (каменный) | Бронислав Рогуйский    | Действующий |
| Церковь Евангельских Христиан-Баптистов | 1898 (каменная)      | Николай Роллер         | Действующая |